# ОШ „Младен Стојановић” Јошавка
ОШ „Младен Стојановић” једна је од најстаријих васпитно–образовних установа на територији општине Челинац. Налази се у улици Јошавка бб, у Јошавци Доњој. Име је добила по Младену Стојановићу, лекару, хуманисти и револуционару, учеснику Народноослободилачке борбе, једном од организатора устанка на Козари 1941. и народном хероју Југославије који је преминуо у Јошавци 2. априла 1942. године.

## Историјат
Митар Папић наводи у „Историја школства у БиХ” да је школа у Јошавци отворена 1910. године, када је била једна од 115 народних школа у Босни и Херцеговини. У регији Бања Луке тада су деловале само четири школе, тако да ова година представља почетак званичног школства.
Школе у Јошавци су протеклих векова биле лоциране у насељу Јеловача, у парохијској кући у Јошавци Доњој и у насељу Јазбине. Основна школа „Младен Стојановић” је основана 15. јуна 1972. године одлуком Скупштине општине Челинац. Данашње школско подручје покрива шест школских објеката, у саставу централног су подручна деветогодишња школа у Бранешцима која је прве ученике прихватила 1929. године, подручна четвороразредна школа у Брезичанима која је свој рад отпочела 1931. године, подручна четвороразредна школа у Црном Врху која је саграђена 1952. године, подручна четвороразредна школа у Каменици која је саграђена 1954. године и подручна четвороразредна школа у Јошавци Горњој која је саграђена 1918. године.